# Muzeum v Třešti
Muzeum v Třešti je pobočkou Muzea Vysočina Jihlava, umístěnou v Schumpeterově domě v Rooseweltově ul. čp. 462. Založeno bylo v roce 2003.

## Expozice
V muzeu je několik různých expozic věnovaných jak historii Třeště, tak i tradičním betlémům.

### Betlémářství v Třešti a okolí
V expozici s názvem Betlémářství v Třešti a okolí jsou vyobrazeny ukázky vývoje betlémářské tradice v Třešti. Sbírka betlémů zahrnuje papírové betlémy, vyřezávané dřevěné betlémy z 19. a 20. století až po betlémy stále aktivních autorů.

### Zámecký pokoj
Expozice Zámecký pokoj vyobrazuje ukázku nábytku a dalšího vybavení z inventáře třešťského zámku, primárně jsou ukázány kusy nábytku a také fotografie posledních majitelů zámku.

### J. A. Schumpeter
Expozice je věnována rodině Schumpeterů, která dlouho v Třešti žila a úspěšně podnikala, dům, ve kterém je umístěno muzeum dříve patřil právě rodině Schumpeterů. V tomto domě se také narodil ekonom Josef Alois Schumpeter, narodil se v Třešti v roce 1883 a zemřel ve Spojených státech amerických v roce 1950. Součásti sbírky jsou archivni materiály z života Josefa Aloise Schumpetera, informace sesbíral muzejní spolek a město Třešť.

### Zaniklý třešťský průmysl
V poslední expozici jsou ukázány tradiční výrobky a výroba kvalitního sukna, konfekce, uniforem, stejnokrojů a čepic, stejně tak jsou ukázány hodinové skříně, rádiové skříně a také sektorový nábytek. Menší dílny dostaly také prostor a je tak ukázáno, jak se v Třešti vyráběly šachové figurky, housle, dýmky či krabičky sirek.